# Bradley Cooper
Bradley Cooper, celým jménem Bradley Charles Cooper, (* 5. ledna 1975 Filadelfie) je americký filmový, televizní a divadelní herec. Poprvé na sebe upoutal v televizním seriálu Alias a později ztvárnil vedlejší role například ve snímcích Nesvatbovi (2005), Yes Man (2008) a Až tak moc tě nežere (2009). Proslavily jej filmy Pařba ve Vegas (2009), A-Team (2010), Všemocný (2011) a Terapie láskou (2012). Za roli v posledním zmíněném filmu si vysloužil svou první nominaci na Oscara v kategorii Nejlepší mužský herecký výkon. V roce 2011 jej časopis People vyhlásil za „Nejvíce sexy muže“.

## Mládí
Narodil se ve Filadelfii v Pensylvánii a vyrůstal v nedalekém Jenkintownu. Matka Gloria (rozená Campano) je italo-američanka a otec Charles J. Cooper byl Američan irského původu, který pracoval jako burzovní makléř ve společnosti Merrill Lynch. Má sestru jménem Holly. Vyrůstal v katolické rodině a během studia na Germantown Academy pracoval v místním deníku Philadelphia Daily News. Poté, co školu v roce 1993 zdárně dokončil studoval krátce jeden rok na Villanova University. Následně přešel na Georgetown University, kde v roce 1997 získal s vyznamenáním bakalářský titul v oboru anglického jazyka. Během studií se naučil plynně francouzsky a strávil šest měsíců na výměnném studijním pobytu v Aix-en-Provence ve Francii. Později, v roce 2000, získal magisterský titul (Master of Fine Arts) v oboru herectví na Actors Studio Drama School při The New School v New Yorku.

## Kariéra

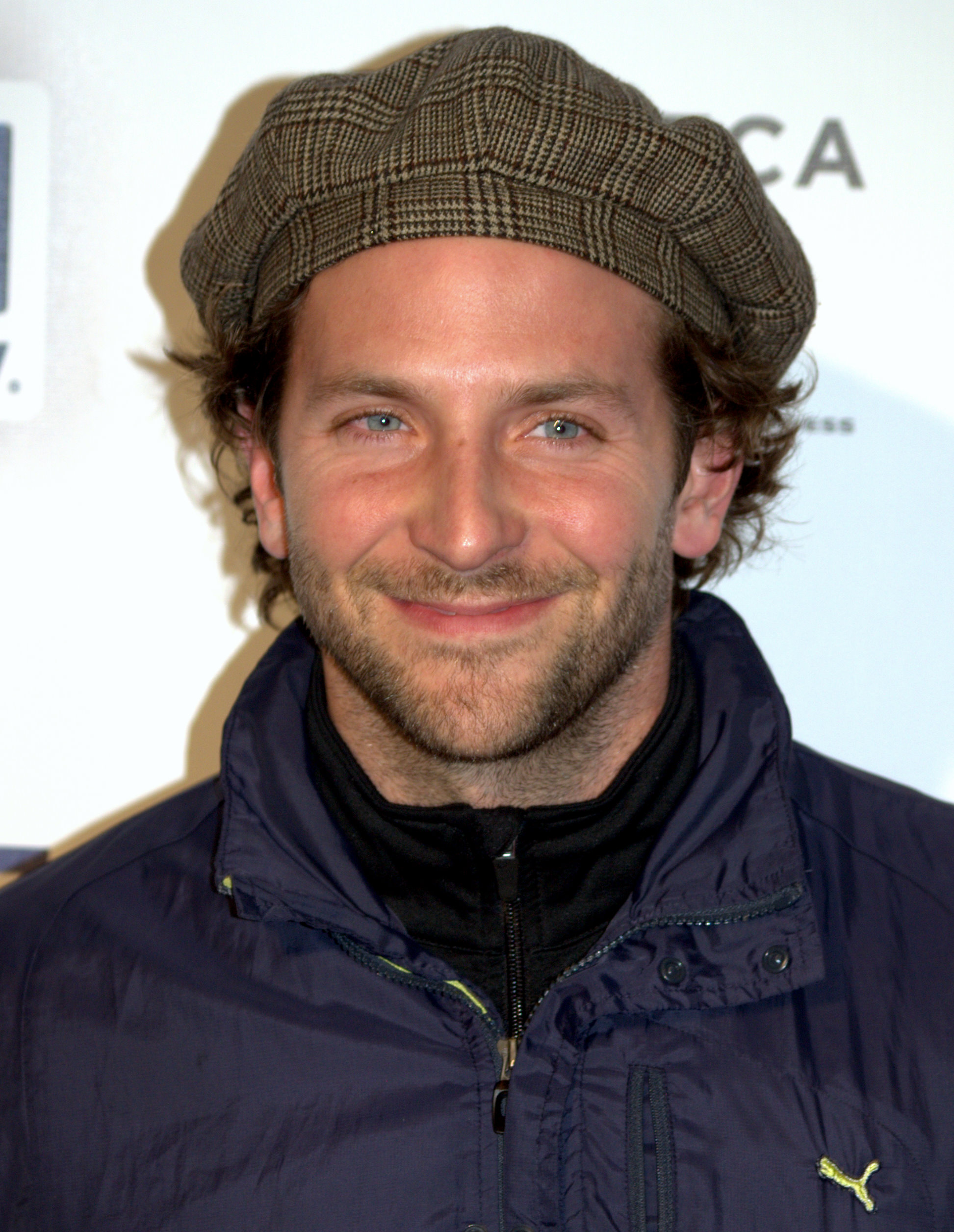
Cooper během filmového festivalu Tribeca v roce 2009, kde byla premiéra filmu Užívej si, co to jde

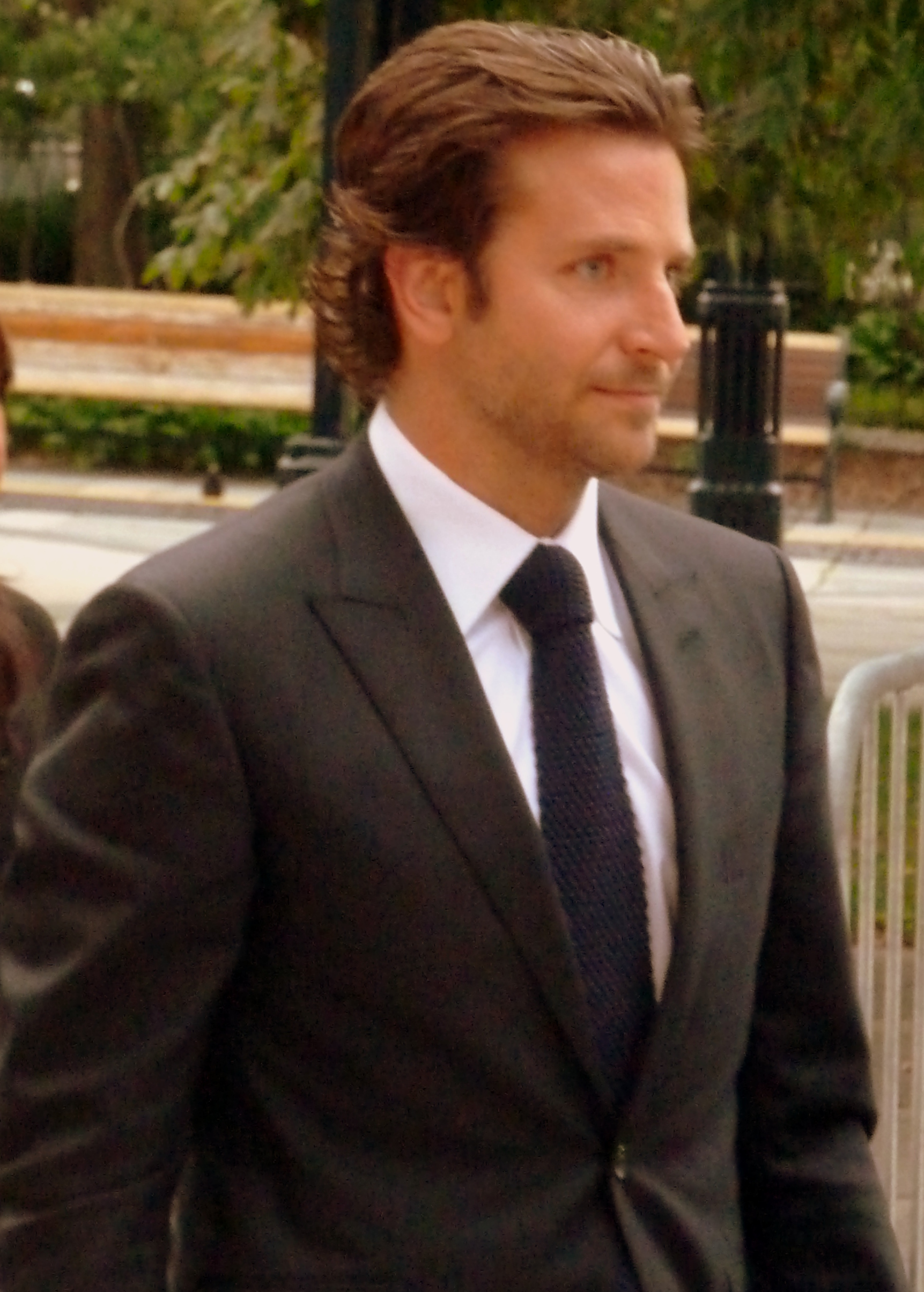
Cooper na mezinárodním filmovém festivalu v Torontu v září 2012

Profesionální hereckou kariéru zahájil v roce 1999 v televizním seriálu Sex ve městě. O tři roky později zaznamenal první filmový debut ve snímku Léto k nepřežití, kde se objevil díky své dřívější roli Willa Tippina v úspěšném televizním dramatu Alias. V roce 2003 ze seriálu odešel, avšak dvakrát se jako host vrátil zpět. V témže roce byl také hostem v televizním seriálu Miss Match.
V roce 2004 si spolu s Jasonem Priestleyem zahrál v rodinném filmu Láska v přímém přenosu a ztvárnil vedlejší postavu v seriálu Jack & Bobby. Hrál slavného lotra Sacka Lodgeho v komedii Nesvatbovi (2005) a objevil se v filmu Lemra líná (2006) jako kamarád postavy Trippa, kterého ztvárnil Matthew McConaughey. Zahrál si hlavní roli v sitcomu Šéfkuchař nadivoko společnosti Fox, založeném na pamětech šéfkuchaře Anthony Bourdaina, který měl premiéru v roce 2005. Nicméně koncem téhož roku Fox ohlásil konec tohoto seriálu kvůli jeho malé sledovanosti.
V březnu 2006 hrál na Broadwayi ve hře Three Days of Rain s Julií Robertsovou a Paulem Ruddem v Bernard B. Jacobs Theater. Dále se v roce 2008 objevil v divadelní hře The Understudy z produkce režisérky Theresy Rebeck na divadelním festivalu Williamstown, kde si zahrál po boku Kristen Johnston.
Roku 2007 byl obsazen v páté sezóně seriálu Plastická chirurgie s. r. o., kde ztvárnil postavu Aidana Stona, televizní hvězdu fiktivní show Hearts 'N Scalpels. O rok později si zahrál spolu Jimem Carreyem ve snímku Yes Man a s Rainnem Wilsonem ve filmu Rocker.
V roce 2009 hrál třeba ve snímcích Slečna zamilovaná, Až tak moc tě nežere, Případ číslo 39  a Pařba ve Vegas. Zatímco za první zmíněný film si spolu se Sandrou Bullock odnesl Zlatou malinu v kategorii Nejhorší pár na filmovém plátně, poslední zmíněný film, kde si zahrál jednu z hlavních rolí, byl kasovní úspěch. V říjnu téhož roku obdržel za svůj výkon v tomto filmu ocenění Hollywood Comedy Award na 13. ročníku hollywoodského filmového festivalu. Zároveň byl nominován na čtyři další filmové ceny (mimo jiné na Teen Choice Award).
V roce 2010 se objevil v romantické komedii Na sv. Valentýna režiséra Garryho Marshalla, kde si zahrál po boku Jessicy Alby. Film se stal kasovním úspěchem, Dalším snímkem z tohoto roku je například akční film A-Team.
Roku 2011 si zahrál ve sci-fi thrilleru Všemocný, natočeném na motivy románu The Dark Fields z roku 2001 od Alana Glynna, a v pokračování komedie Pařba ve Vegas nazvaném Pařba v Bangkoku. Za oba snímky si vysloužil nominace na filmová ocenění (Teen Choice Award, People's Choice Award). V září toho roku mu britské vydání pánského měsíčníku Gentlemen's Quarterly udělilo ocenění „Mezinárodní muž roku“. O měsíc později jej časopis People označil za „Nejvíce sexy muže“.
V roce 2012 byl obsazen například v dramatu The Words nebo v romantické komedii Terapie láskou režiséra Davida O. Russella, v níž si zahrál po boku Roberta De Nira a Jennifer Lawrenceové. Druhý zmíněný film zaznamenal mimořádný úspěch a sám Cooper byl za svůj výkon nominován mimo jiné na Oscara, Zlatý glóbus či cenu BAFTA za nejlepší mužský herecký výkon. V roce 2013 by se měl na filmovém plátně objevit znovu po boku herečky Jennifer Lawrenceové, a to ve snímku Serena, filmové adaptaci stejnojmenného románu Rona Rashe.

## Osobní život
Koncem roku 2006 se oženil s herečkou Jennifer Esposito. V květnu 2007 manželka požádala o rozvod.
V září 2010 se objevila zpráva o Cooperově zhruba ročním vztahu s herečkou Renée Zellweger. V březnu 2011 přinesl časopis People informaci o tom, že se pár rozešel. Od září 2012 do ledna 2013 byla Cooperovou partnerkou herečka Zoe Saldana. V březnu 2013 začal chodit s britskou modelkou Suki Waterhouse, dvojice se rozešla v březnu 2015. Následující měsíc začal chodit s ruskou modelkou Irinou Shayk. V listopadu 2015 se nastěhoval do jejího apartmánu v New Yorku. V březnu 2017 mu porodila dceru. V červnu 2019 dvojice potvrdila, že se spolu rozcházejí.

## Filmografie

### Filmy
| Rok  | Název                     | Role                      | Poznámky |
| ---- | ------------------------- | ------------------------- | --- |
| 2001 | Léto k nepřežití          | Ben                       | |
| 2002 | Strach v přímém přenosu   | Travis Patterson          | |
| 2002 | Bending All the Rules     | Jeff                      | |
| 2002 | Stella Shorts 1998–2002   | muž v hodinách jógy/satan | |
| 2005 | Nesvatbovi                | Zachary "Sack" Lodge      | |
| 2006 | Lemra líná                | Demo                      | |
| 2007 | Bacha na balóny           | Cowboy                    | |
| 2008 | Older Than America        | Luke                      | |
| 2008 | The Rocker                | Trash Grice               | |
| 2008 | Půlnoční vlak             | Leon                      | |
| 2008 | Yes Man                   | Peter                     | |
| 2009 | Až tak moc tě nežere      | Ben Gunders               | |
| 2009 | Pařba ve Vegas            | Phil Wenneck              | nominace – Filmová cena MTV v kategorii nejlepší komediální výkon nominace – Satellite Award v kategorii nejlepší herec (muzikál/komedie) nominace – Teen Choice Award v kategorii nejlepší scénka ve filmu nominace – Teen Choice Award v kategorii nejlepší filmová hvězda léta |
| 2009 | Slečna zamilovaná         | Steve Muller              | Zlatá malina v kategorii Nejhorší pár na filmovém plátně (spolu se Sandrou Bullock) |
| 2009 | New Yorku, miluji Tě!     | Gus Cooper                | |
| 2009 | Případ číslo 39           | Douglas J. Ames           | |
| 2010 | Na sv. Valentýna          | Holden Wilson             | |
| 2010 | A-Team                    | Templeton "Faceman" Peck  | |
| 2010 | Brother's Justice         | Bradley                   | |
| 2011 | Všemocný                  | Eddie Morra               | nominace – Teen Choice Award v kategorii nejlepší herec v dramatickém filmu |
| 2011 | Pařba v Bangkoku          | Phil Wenneck              | nominace – Teen Choice Award v kategorii nejlepší chemie (spolu s Edem Helmsem a Zachem Galifianakisem) nominace – People's Choice Award v kategorii nejoblíbenější herec (komedie) |
| 2012 | The Words                 | Rory                      | nominace – People's Choice Award v kategorii nejlepší filmový herec v dramatu |
| 2012 | Naboř a ujeď              | Alex Dimitri              | |
| 2012 | Terapie láskou            | Pat Solitano              | Broadcast Film Critics Association Award v kategorii Nejlepší herec v komedii Broadcast Film Critics Association Award v kategorii Nejlepší obsazení Hollywood Film Festival Award v kategorii Nejlepší herec Hollywood Film Festival Award v kategorii Nejlepší herec v komedii Indiana Film Critics Association Award v kategorii Nejlepší herec National Board of Review Award v kategorii Nejlepší herec Satellite Award v kategorii Nejlepší herec – film nominace – Oscar v kategorii Nejlepší mužský herecký výkon v hlavní roli nominace – AACTA International Award v kategorii nejlepší herec nominace – BAFTA Award v kategorii Nejlepší herec v hlavní roli nominace – Independent Spirit Award v kategorii nejlepší herec nominace – Screen Actors Guild Award v kategorii nejlepší obsazení ve filmu nominace – Screen Actors Guild Award v kategorii nejlepší herec v hlavní roli nominace – Broadcast Film Critics Association Award v kategorii Nejlepší herec nominace – Detroit Film Critics Society Award v kategorii Nejlepší herec nominace – Zlatý glóbus v kategorii Nejlepší mužský herecký výkon (komedie / muzikál) nominace – Gotham Award v kategorii nejlepší obsazení nominace – San Diego Film Critics Society Award v kategorii Nejlepší herec nominace – St. Louis Gateway Film Critics Association Award v kategorii nejlepší herec |
| 2012 | Za borovicovým hájem      | Avery Cross               | |
| 2013 | Pařba na třetí            | Phil Wenneck              | |
| 2013 | Špinavý trik              | Richie DiMaso             | |
| 2014 | Serena                    | George Pemberton          | |
| 2014 | Strážci Galaxie           | Rocket                    | |
| 2014 | Aloha                     | Brian Gilcrest            | |
| 2015 | Americký sniper           | Chris Kyle                | |
| 2015 | Joy                       | Neil Walker               | |
| 2015 | Dokonalý šéf              | Adam Jones                | |
| 2016 | Ulice Cloverfield 10      | Ben (hlas)                | |
| 2016 | Týpci a zbraně            | Henry Girard              | také producent |
| 2017 | Strážci Galaxie Vol. 2    | Rocket (hlas)             | |
| 2018 | Zrodila se hvězda         | Jackson Maine             | také režisér, scenárista a producent Cena Amerického filmového institutu v kategorii nejlepších deset filmů roku Cena Grammy v kategorii nejlepší popové duo/skupina a nejlepší soundtrack Cena Mezinárodního filmového festivalu v Palm Springs v kategorii nejlepší režisér a režisér, na kterého si musíme dát pozor Cena Benátského festivalu – ocenění Smitherské nadace Filmová cena Britské akademie v kategorii nejlepší filmová hudba Filmová cena MTV v kategorii nejlepší hudební scéna Satellite Awards v kategorii nejlepší film (komedie/muzikál) nominace – AACTA v kategorii nejlepší mezinárodní film, mezinárodní režie a mezinárodní herec nominace – American Music Awards v kategorii nejlepší kolaborace roku a nejoblíbenější soundtrack nominace – Billboard Music Awards v kategorii nejlepší úspěch v žebříčku, nejlepší soundtrack a nejprodávanější skladba nominace – Directors Guild Awards v kategorii nejlepší režie (film) a nejlepší první režie nominace – Filmová cena Britské akademie v kategorii nejlepší film, nejlepší režie, nejlepší herec v hlavní roli, nejlepší adaptovaný scénář nominace – MTV Video Music Awards v kategorii skladba roku a nejlepší kolaborace nominace – Oscar v kategorii nejlepší film, nejlepší herec a nejlepší adaptovaný scénář nominace – Producers Guild Awards v kategorii nejlepší producent (film) nominace – Satellite Awards v kategorii nejlepší herec (muzikál/komedie), nejlepší režie a nejlepší adaptovaný scénář nominace – Screen Actors Guild Awards v kategorii nejlepší obsazení a nejlepší herec nominace – Teen Choice Awards v kategorii nejlepší film (drama), nejlepší kolaborace, nejlepší skladba a nejlepší pár nominace – Zlatý glóbus v kategorii nejlepší film (drama), nejlepší režie, nejlepší herec (drama) nominace – Writers Guild of America Awards v kategorii nejlepší adaptovaný scénář |
| 2018 | Avengers: Infinity War    | Rocket (hlas)             | |
| 2019 | Avengers: Endgame         | Rocket (hlas)             | |
| 2021 | Lékořicová Pizza          | Jon Peters                | čeká se – Screen Actors Guild Awards v kategorii nejlepší herec ve vedlejší roli |
| 2021 | Ulička přízraků           | Stan Carlisle             | také producent |
| 2023 | Strážci Galaxie: Volume 3 | Rocket (hlas)             | |
| 2024 | Imaginární přátelé        | Ledík (hlas)              | |

### Televizní pořady
| Rok       | Název                                      | Role                   | Poznámky                                            |
| --------- | ------------------------------------------ | ---------------------- | --------------------------------------------------- |
| 1999      | Sex ve městě                               | Jake                   | díl: „Svobodní se přece střílejí“                   |
| 2000      | Globe Trekker                              | sám sebe               | uvaděč                                              |
| 2000–2001 | The $treet                                 | Clay Hammond           | 5 dílů                                              |
| 2001–2006 | Alias                                      | Will Tippin            | 46 dílů                                             |
| 2003      | Miss Match                                 | Gary                   | díl:„I Got You Babe“                                |
| 2003      | Poslední šance                             | Morgan Murphy          | televizní film                                      |
| 2004      | Dotek zla                                  | Mark Rivers, agent OSC | 6 dílů                                              |
| 2004      | Láska v přímém přenosu                     | Todd Doherty           | televizní film                                      |
| 2004–2005 | Jack & Bobby                               | Tom Wexler Graham      | 14 dílů                                             |
| 2005      | Zákon a pořádek: Útvar pro zvláštní oběti  | Jason Whitaker         | díl: „Noc“                                          |
| 2005      | Zákon a pořádek: Porota                    | Jason Whitaker         | díl: „Dokonalý syn“                                 |
| 2005–2006 | Šéfkuchař nadivoko                         | Jack Bourdain          | 13 dílů                                             |
| 2007–2009 | Plastická chirurgie s. r. o.               | Aidan Stone            | 6 dílů                                              |
| 2009      | Saturday Night Live                        | sám sebe               | díl: „34.15 Bradley Cooper/TV on the Radio“         |
| 2011      | Inside the Actors Studio                   | sám sebe               | 1 epizoda                                           |
| 2013      | Saturday Night Live                        | sám sebe               | díl: „Zach Galifianakis/Of Monsters and Men"“       |
| 2015      | Saturday Night Live                        | Craig                  | díl: „Saturday Night Live 40th Anniversary Special“ |
| 2015      | Wet Hot American Summer: First Day of Camp | Ben                    | 7 dílů                                              |
| 2015–2016 | Všemocný                                   | Eddie Morra            | 4 díly, také výkonný producent                      |